# Tour de France Femmes 2022
Tour de France Femmes 2022, oficjalnie Tour de France Femmes avec Zwift 2022 – 1. edycja wyścigu kolarskiego Tour de France Femmes, która odbyła się w dniach od 24 do 31 lipca 2022 na trasie o długości ponad 1032 kilometrów, składającej się z 8 etapów i biegnącej z Paryża na szczyt Planche des Belles Filles. Impreza kategorii 2.WWT była częścią cyklu UCI Women’s World Tour 2022.

## Etapy
| Etap | Data   | Start – Meta                      | type        | Dystans (km) | Suma wzniesień (m) | Zwyciężczyni etapu    | Liderka              |
| ---- | ------ | --------------------------------- | ----------- | ------------ | ------------------ | --------------------- | -------------------- |
| 1    | 24 lip | Paryż – Paryż                     | płaski      | 81,6         | 310 m              | Lorena Wiebes         | Lorena Wiebes        |
| 2    | 25 lip | Meaux – Provins                   | płaski      | 136,4        | 813 m              | Marianne Vos          | Marianne Vos         |
| 3    | 26 lip | Reims – Épernay                   | pagórkowaty | 133,6        | 1418 m             | Cecilie Uttrup Ludwig | Marianne Vos         |
| 4    | 27 lip | Troyes – Bar-sur-Aube             | pagórkowaty | 126,8        | 1415 m             | Marlen Reusser        | Marianne Vos         |
| 5    | 28 lip | Bar-le-Duc – Saint-Dié-des-Vosges | płaski      | 175,6        | 1572 m             | Lorena Wiebes         | Marianne Vos         |
| 6    | 29 lip | Saint-Dié-des-Vosges – Rosheim    | pagórkowaty | 129,2        | 1673 m             | Marianne Vos          | Marianne Vos         |
| 7    | 30 lip | Sélestat – Le Markstein           | górski      | 127,1        | 2881 m             | Annemiek van Vleuten  | Annemiek van Vleuten |
| 8    | 31 lip | Lure – Planche des Belles Filles  | górski      | 123,3        | 2464 m             | Annemiek van Vleuten  | Annemiek van Vleuten |

## Uczestnicy

### Drużyny
| translation for headoftableIII_translate index 58 not found (14)- Canyon-SRAM Racing - EF Education-TIBCO-SVB - FDJ-Suez - Human Powered Health - Liv Racing Xstra - Movistar Team - Roland Cogeas-Edelweiss Squad - Team BikeExchange-Jayco - Team DSM - Team Jumbo-Visma - SD Worx - Trek-Segafredo - UAE Team ADQ - Uno-X Pro Cycling Team UCI Women's Continental Teams (10)- Ceratizit-WNT Pro Cycling - Parkhotel Valkenburg - Valcar-Travel & Service - AG Insurance NXTG - Arkéa Pro Cycling Team - Cofidis - Le col-Wahoo - Plantur-Pura - Stade Rochelais Charente-Maritime - St Michel-Auber 93 |
| |

### Lista startowa
| Trek-Segafredo TFS | Trek-Segafredo TFS                | Trek-Segafredo TFS |
| ------------------ | --------------------------------- | ------------------ |
| Nr                 | Kolarka                           | Miejsce            |
| 1                  | Elisa Balsamo (ITA) (szosa)       | 37.                |
| 2                  | Elisa Longo Borghini (ITA)        | 6.                 |
| 3                  | Audrey Cordon-Ragot (FRA) (szosa) | 78.                |
| 4                  | Leah Thomas (USA)                 | 53.                |
| 5                  | Shirin van Anrooij (NED)          | 14.                |
| 6                  | Ellen van Dijk (NED) (szosa)      | 30.                |

| Movistar Team MOV | Movistar Team MOV          | Movistar Team MOV |
| ----------------- | -------------------------- | ----------------- |
| Nr                | Kolarka                    | Miejsce           |
| 11                | Annemiek van Vleuten (NED) | 1.                |
| 12                | Aude Biannic (FRA)         | 94.               |
| 13                | Sheyla Gutiérrez (ESP)     | 96.               |
| 14                | Emma Norsgaard (DEN)       | DNF-5             |
| 15                | Paula Patiño (COL)         | 23.               |
| 16                | Arlenis Sierra (CUB)       | 27.               |

| SD Worx SDW | SD Worx SDW                       | SD Worx SDW |
| ----------- | --------------------------------- | ----------- |
| Nr          | Kolarka                           | Miejsce     |
| 21          | Demi Vollering (NED)              | 2.          |
| 22          | Lotte Kopecky (BEL)               | 38.         |
| 23          | Christine Majerus (LUX) (szosa)   | 72.         |
| 24          | Ashleigh Moolman-Pasio (RSA)      | DNF-8       |
| 25          | Marlen Reusser (SUI)              | DNF-7       |
| 26          | Chantal van den Broek-Blaak (NED) | 49.         |

| FDJ-Suez-Futuroscope FSF | FDJ-Suez-Futuroscope FSF            | FDJ-Suez-Futuroscope FSF |
| ------------------------ | ----------------------------------- | ------------------------ |
| Nr                       | Kolarka                             | Miejsce                  |
| 31                       | Cecilie Uttrup Ludwig (DEN) (szosa) | 7.                       |
| 32                       | Grace Brown (AUS)                   | 20.                      |
| 33                       | Marta Cavalli (ITA)                 | DNF-2                    |
| 34                       | Vittoria Guazzini (ITA)             | 39.                      |
| 35                       | Marie Le Net (FRA)                  | 43.                      |
| 36                       | Évita Muzic (FRA)                   | 8.                       |

| Team Jumbo-Visma TJV | Team Jumbo-Visma TJV          | Team Jumbo-Visma TJV |
| -------------------- | ----------------------------- | -------------------- |
| Nr                   | Kolarka                       | Miejsce              |
| 41                   | Marianne Vos (NED)            | 26.                  |
| 42                   | Anna Henderson (GBR)          | DNF-8                |
| 43                   | Riejanne Markus (NED) (szosa) |                      |
| 44                   | Romy Kasper (GER)             | 12.                  |
| 45                   | Noemi Rüegg (SUI)             | 105.                 |
| 46                   | Karlijn Swinkels (NED)        | 33.                  |

| Team DSM DSM | Team DSM DSM                | Team DSM DSM |
| ------------ | --------------------------- | ------------ |
| Nr           | Kolarka                     | Miejsce      |
| 51           | Juliette Labous (FRA)       | 4.           |
| 52           | Pfeiffer Georgi (GBR)       | 50.          |
| 53           | Franziska Koch (GER)        | OTL-7        |
| 54           | Charlotte Kool (NED)        | DNF-4        |
| 55           | Liane Lippert (GER) (szosa) | 16.          |
| 56           | Lorena Wiebes (NED)         | DNF-7        |

| Canyon-SRAM Racing CSR | Canyon-SRAM Racing CSR     | Canyon-SRAM Racing CSR |
| ---------------------- | -------------------------- | ---------------------- |
| Nr                     | Kolarka                    | Miejsce                |
| 61                     | Katarzyna Niewiadoma (POL) | 3.                     |
| 62                     | Alena Amialusik            | 19.                    |
| 63                     | Elise Chabbey (SUI)        | 11.                    |
| 64                     | Tiffany Cromwell (AUS)     | 67.                    |
| 65                     | Soraya Paladin (ITA)       | 77.                    |
| 66                     | Pauliena Rooijakkers (NED) | 22.                    |

| UAE Team ADQ UAD | UAE Team ADQ UAD                        | UAE Team ADQ UAD |
| ---------------- | --------------------------------------- | ---------------- |
| Nr               | Kolarka                                 | Miejsce          |
| 71               | Margarita Victoria García (ESP) (szosa) | 10.              |
| 72               | Marta Bastianelli (ITA)                 | 61.              |
| 73               | Urša Pintar (SLO)                       | OTL-2            |
| 74               | Maaike Boogaard (NED)                   | 54.              |
| 75               | Eugenia Bujak (SLO) (szosa)             | 103.             |
| 76               | Erica Magnaldi (ITA)                    | 18.              |

| Team BikeExchange-Jayco BEX | Team BikeExchange-Jayco BEX | Team BikeExchange-Jayco BEX |
| --------------------------- | --------------------------- | --------------------------- |
| Nr                          | Kolarka                     | Miejsce                     |
| 81                          | Amanda Spratt (AUS)         | DNF-3                       |
| 82                          | Kristen Faulkner (USA)      | 40.                         |
| 83                          | Alexandra Manly (AUS)       | 41.                         |
| 84                          | Ruby Roseman-Gannon (AUS)   | 42.                         |
| 85                          | Ane Santesteban (ESP)       | 60.                         |
| 86                          | Urška Žigart (SLO)          | 29.                         |

| Ceratizit-WNT Pro Cycling WNT | Ceratizit-WNT Pro Cycling WNT   | Ceratizit-WNT Pro Cycling WNT |
| ----------------------------- | ------------------------------- | ----------------------------- |
| Nr                            | Kolarka                         | Miejsce                       |
| 91                            | Lisa Brennauer (GER)            | 58.                           |
| 92                            | Sandra Alonso (ESP)             | 44.                           |
| 93                            | Laura Asencio (FRA)             | 57.                           |
| 94                            | Maria Giulia Confalonieri (ITA) | 75.                           |
| 95                            | Marta Lach (POL)                | DNF-6                         |
| 96                            | Kathrin Schweinberger (AUT)     | 99.                           |

| Valcar-Travel & Service VAL | Valcar-Travel & Service VAL | Valcar-Travel & Service VAL |
| --------------------------- | --------------------------- | --------------------------- |
| Nr                          | Kolarka                     | Miejsce                     |
| 101                         | Olivia Baril (CAN)          | 104.                        |
| 102                         | Alice Maria Arzuffi (ITA)   | 64.                         |
| 103                         | Eleonora Gasparrini (ITA)   | DNF-6                       |
| 104                         | Silvia Persico (ITA)        | 5.                          |
| 105                         | Ilaria Sanguineti (ITA)     | 90.                         |
| 106                         | Margaux Vigie (FRA)         | OTL-7                       |

| Cofidis COF | Cofidis COF            | Cofidis COF |
| ----------- | ---------------------- | ----------- |
| Nr          | Kolarka                | Miejsce     |
| 111         | Rachel Neylan (AUS)    | 28.         |
| 112         | Martina Alzini (ITA)   | DNF-6       |
| 113         | Victoire Berteau (FRA) | 68.         |
| 114         | Alana Castrique (BEL)  | DNF-1       |
| 115         | Valentine Fortin (FRA) | 88.         |
| 116         | Sandra Levenez (FRA)   | 89.         |

| Liv Racing Xstra LIV | Liv Racing Xstra LIV    | Liv Racing Xstra LIV |
| -------------------- | ----------------------- | -------------------- |
| Nr                   | Kolarka                 | Miejsce              |
| 121                  | Jeanne Korevaar (NED)   | 31.                  |
| 122                  | Rachele Barbieri (ITA)  | DNF-7                |
| 123                  | Thalita de Jong (NED)   | 69.                  |
| 124                  | Valerie Demey (BEL)     | 48.                  |
| 125                  | Silke Smulders (NED)    | 79.                  |
| 126                  | Sabrina Stultiens (NED) | 86.                  |

| EF Education-TIBCO-SVB TIB | EF Education-TIBCO-SVB TIB    | EF Education-TIBCO-SVB TIB |
| -------------------------- | ----------------------------- | -------------------------- |
| Nr                         | Kolarka                       | Miejsce                    |
| 131                        | Veronica Ewers (USA)          | 9.                         |
| 132                        | Letizia Borghesi (ITA)        | DNF-7                      |
| 133                        | Kristabel Doebel-Hickok (USA) | 34.                        |
| 134                        | Kathrin Hammes (GER)          | 65.                        |
| 135                        | Emily Newsom (USA)            | OTL-7                      |
| 136                        | Magdeleine Vallieres (CAN)    | 66.                        |

| Plantur-Pura PLP | Plantur-Pura PLP                      | Plantur-Pura PLP |
| ---------------- | ------------------------------------- | ---------------- |
| Nr               | Kolarka                               | Miejsce          |
| 141              | Julie de Wilde (BEL)                  | 46.              |
| 142              | Sanne Cant (BEL)                      | 62.              |
| 143              | Kim de Baat (BEL) (szosa)             | 109.             |
| 144              | Yara Kastelijn (NED)                  | 13.              |
| 145              | Christina Schweinberger (AUT) (szosa) | 80.              |
| 146              | Laura Süßemilch (GER)                 | DNF-2            |

| Le Col-Wahoo DRP | Le Col-Wahoo DRP              | Le Col-Wahoo DRP |
| ---------------- | ----------------------------- | ---------------- |
| Nr               | Kolarka                       | Miejsce          |
| 151              | Elizabeth Holden (GBR)        | 36.              |
| 152              | Eva van Agt (NED)             | 52.              |
| 153              | Maike van der Duin (NED)      | 84.              |
| 154              | Marjolein van 't Geloof (NED) | DNF-6            |
| 155              | Jesse Vandenbulcke (BEL)      | 83.              |
| 156              | Gladys Verhulst (FRA)         | DNF-7            |

| Parkhotel Valkenburg PHV | Parkhotel Valkenburg PHV   | Parkhotel Valkenburg PHV |
| ------------------------ | -------------------------- | ------------------------ |
| Nr                       | Kolarka                    | Miejsce                  |
| 161                      | Femke Gerritse (NED)       | 74.                      |
| 162                      | Mischa Bredewold (NED)     | 21.                      |
| 163                      | Nicole Frain (AUS) (szosa) | DNF-7                    |
| 164                      | Femke Markus (NED)         | 73.                      |
| 165                      | Quinty Schoens (NED)       | 56.                      |
| 166                      | Anne Van Rooijen (NED)     | DNF-7                    |

| AG Insurance NXTG AGI | AG Insurance NXTG AGI | AG Insurance NXTG AGI |
| --------------------- | --------------------- | --------------------- |
| Nr                    | Kolarka               | Miejsce               |
| 171                   | Julia Borgström (SWE) | 32.                   |
| 172                   | Anya Louw (AUS)       | 107.                  |
| 173                   | Gaia Masetti (ITA)    | DNF-2                 |
| 174                   | Lone Meertens (BEL)   | 102.                  |
| 175                   | Ilse Pluimers (NED)   | 93.                   |
| 176                   | Ally Wollaston (NZL)  | DNF-3                 |

| Arkéa Pro Cycling Team ARK | Arkéa Pro Cycling Team ARK | Arkéa Pro Cycling Team ARK |
| -------------------------- | -------------------------- | -------------------------- |
| Nr                         | Kolarka                    | Miejsce                    |
| 181                        | Morgane Coston (FRA)       | 45.                        |
| 182                        | Pauline Allin (FRA)        | 95.                        |
| 183                        | Julija Biriukowa (UKR)     | OTL-7                      |
| 184                        | Amandine Fouquenet (FRA)   | 76.                        |
| 185                        | Anaïs Morichon (FRA)       | OTL-7                      |
| 186                        | Greta Richioud (FRA)       | 55.                        |

| Uno-X Pro Cycling Team UXT | Uno-X Pro Cycling Team UXT  | Uno-X Pro Cycling Team UXT |
| -------------------------- | --------------------------- | -------------------------- |
| Nr                         | Kolarka                     | Miejsce                    |
| 191                        | Joscelin Lowden (GBR)       | 47.                        |
| 192                        | Hannah Barnes (GBR)         | 100.                       |
| 193                        | Julie Leth (DEN)            | 81.                        |
| 194                        | Hannah Ludwig (GER)         | 106.                       |
| 195                        | Mie Bjørndal Ottestad (NOR) | 17.                        |
| 196                        | Anne Dorthe Ysland (NOR)    | 91.                        |

| Stade Rochelais Charente-Maritime CMW | Stade Rochelais Charente-Maritime CMW    | Stade Rochelais Charente-Maritime CMW |
| ------------------------------------- | ---------------------------------------- | ------------------------------------- |
| Nr                                    | Kolarka                                  | Miejsce                               |
| 201                                   | Séverine Eraud (FRA)                     | 51.                                   |
| 202                                   | Noémie Abgrall (FRA)                     | OTL-3                                 |
| 203                                   | India Grangier (FRA)                     | OTL-7                                 |
| 204                                   | Natalie Grinczer (GBR)                   | DNF-3                                 |
| 205                                   | Frances Janse van Rensburg (RSA) (szosa) | OTL-3                                 |
| 206                                   | Maëva Squiban (FRA)                      | DNF-3                                 |

| St Michel-Auber 93 AUB | St Michel-Auber 93 AUB | St Michel-Auber 93 AUB |
| ---------------------- | ---------------------- | ---------------------- |
| Nr                     | Kolarka                | Miejsce                |
| 211                    | Simone Boilard (CAN)   | 71.                    |
| 212                    | Alison Avoine (FRA)    | 108.                   |
| 213                    | Sandrine Bideau (FRA)  | 87.                    |
| 214                    | Coralie Demay (FRA)    | 24.                    |
| 215                    | Barbara Fonseca (FRA)  | 85.                    |
| 216                    | Margot Pompanon (FRA)  | 82.                    |

| Roland Cogeas-Edelweiss Squad CGS | Roland Cogeas-Edelweiss Squad CGS | Roland Cogeas-Edelweiss Squad CGS |
| --------------------------------- | --------------------------------- | --------------------------------- |
| Nr                                | Kolarka                           | Miejsce                           |
| 221                               | Tamara Dronowa (szosa)            | 15.                               |
| 222                               | Caroline Baur (SUI) (szosa)       | 92.                               |
| 223                               | Hannah Buch (GER)                 | DNF-3                             |
| 224                               | Rotem Gafinovitz (ISR)            | 101.                              |
| 225                               | Petra Stiasny (SUI)               | OTL-1                             |
| 226                               | Olga Zabielinska (UZB)            | 97.                               |

| Human Powered Health HPW | Human Powered Health HPW        | Human Powered Health HPW |
| ------------------------ | ------------------------------- | ------------------------ |
| Nr                       | Kolarka                         | Miejsce                  |
| 231                      | Henrietta Christie (NZL)        | 59.                      |
| 232                      | Nina Buysman (NED)              | 25.                      |
| 233                      | Andri Christoforu (CYP) (szosa) | 70.                      |
| 234                      | Barbara Malcotti (ITA)          | DSQ-5                    |
| 235                      | Marit Raaijmakers (NED)         | 63.                      |
| 236                      | Lily Williams (USA)             | 98.                      |

| Trek-Segafredo TFS | Trek-Segafredo TFS                | Trek-Segafredo TFS |
| ------------------ | --------------------------------- | ------------------ |
| Nr                 | Kolarka                           | Miejsce            |
| 1                  | Elisa Balsamo (ITA) (szosa)       | 37.                |
| 2                  | Elisa Longo Borghini (ITA)        | 6.                 |
| 3                  | Audrey Cordon-Ragot (FRA) (szosa) | 78.                |
| 4                  | Leah Thomas (USA)                 | 53.                |
| 5                  | Shirin van Anrooij (NED)          | 14.                |
| 6                  | Ellen van Dijk (NED) (szosa)      | 30.                |

| Movistar Team MOV | Movistar Team MOV          | Movistar Team MOV |
| ----------------- | -------------------------- | ----------------- |
| Nr                | Kolarka                    | Miejsce           |
| 11                | Annemiek van Vleuten (NED) | 1.                |
| 12                | Aude Biannic (FRA)         | 94.               |
| 13                | Sheyla Gutiérrez (ESP)     | 96.               |
| 14                | Emma Norsgaard (DEN)       | DNF-5             |
| 15                | Paula Patiño (COL)         | 23.               |
| 16                | Arlenis Sierra (CUB)       | 27.               |

| SD Worx SDW | SD Worx SDW                       | SD Worx SDW |
| ----------- | --------------------------------- | ----------- |
| Nr          | Kolarka                           | Miejsce     |
| 21          | Demi Vollering (NED)              | 2.          |
| 22          | Lotte Kopecky (BEL)               | 38.         |
| 23          | Christine Majerus (LUX) (szosa)   | 72.         |
| 24          | Ashleigh Moolman-Pasio (RSA)      | DNF-8       |
| 25          | Marlen Reusser (SUI)              | DNF-7       |
| 26          | Chantal van den Broek-Blaak (NED) | 49.         |

| FDJ-Suez-Futuroscope FSF | FDJ-Suez-Futuroscope FSF            | FDJ-Suez-Futuroscope FSF |
| ------------------------ | ----------------------------------- | ------------------------ |
| Nr                       | Kolarka                             | Miejsce                  |
| 31                       | Cecilie Uttrup Ludwig (DEN) (szosa) | 7.                       |
| 32                       | Grace Brown (AUS)                   | 20.                      |
| 33                       | Marta Cavalli (ITA)                 | DNF-2                    |
| 34                       | Vittoria Guazzini (ITA)             | 39.                      |
| 35                       | Marie Le Net (FRA)                  | 43.                      |
| 36                       | Évita Muzic (FRA)                   | 8.                       |

| Team Jumbo-Visma TJV | Team Jumbo-Visma TJV          | Team Jumbo-Visma TJV |
| -------------------- | ----------------------------- | -------------------- |
| Nr                   | Kolarka                       | Miejsce              |
| 41                   | Marianne Vos (NED)            | 26.                  |
| 42                   | Anna Henderson (GBR)          | DNF-8                |
| 43                   | Riejanne Markus (NED) (szosa) |                      |
| 44                   | Romy Kasper (GER)             | 12.                  |
| 45                   | Noemi Rüegg (SUI)             | 105.                 |
| 46                   | Karlijn Swinkels (NED)        | 33.                  |

| Team DSM DSM | Team DSM DSM                | Team DSM DSM |
| ------------ | --------------------------- | ------------ |
| Nr           | Kolarka                     | Miejsce      |
| 51           | Juliette Labous (FRA)       | 4.           |
| 52           | Pfeiffer Georgi (GBR)       | 50.          |
| 53           | Franziska Koch (GER)        | OTL-7        |
| 54           | Charlotte Kool (NED)        | DNF-4        |
| 55           | Liane Lippert (GER) (szosa) | 16.          |
| 56           | Lorena Wiebes (NED)         | DNF-7        |

| Canyon-SRAM Racing CSR | Canyon-SRAM Racing CSR     | Canyon-SRAM Racing CSR |
| ---------------------- | -------------------------- | ---------------------- |
| Nr                     | Kolarka                    | Miejsce                |
| 61                     | Katarzyna Niewiadoma (POL) | 3.                     |
| 62                     | Alena Amialusik            | 19.                    |
| 63                     | Elise Chabbey (SUI)        | 11.                    |
| 64                     | Tiffany Cromwell (AUS)     | 67.                    |
| 65                     | Soraya Paladin (ITA)       | 77.                    |
| 66                     | Pauliena Rooijakkers (NED) | 22.                    |

| UAE Team ADQ UAD | UAE Team ADQ UAD                        | UAE Team ADQ UAD |
| ---------------- | --------------------------------------- | ---------------- |
| Nr               | Kolarka                                 | Miejsce          |
| 71               | Margarita Victoria García (ESP) (szosa) | 10.              |
| 72               | Marta Bastianelli (ITA)                 | 61.              |
| 73               | Urša Pintar (SLO)                       | OTL-2            |
| 74               | Maaike Boogaard (NED)                   | 54.              |
| 75               | Eugenia Bujak (SLO) (szosa)             | 103.             |
| 76               | Erica Magnaldi (ITA)                    | 18.              |

| Team BikeExchange-Jayco BEX | Team BikeExchange-Jayco BEX | Team BikeExchange-Jayco BEX |
| --------------------------- | --------------------------- | --------------------------- |
| Nr                          | Kolarka                     | Miejsce                     |
| 81                          | Amanda Spratt (AUS)         | DNF-3                       |
| 82                          | Kristen Faulkner (USA)      | 40.                         |
| 83                          | Alexandra Manly (AUS)       | 41.                         |
| 84                          | Ruby Roseman-Gannon (AUS)   | 42.                         |
| 85                          | Ane Santesteban (ESP)       | 60.                         |
| 86                          | Urška Žigart (SLO)          | 29.                         |

| Ceratizit-WNT Pro Cycling WNT | Ceratizit-WNT Pro Cycling WNT   | Ceratizit-WNT Pro Cycling WNT |
| ----------------------------- | ------------------------------- | ----------------------------- |
| Nr                            | Kolarka                         | Miejsce                       |
| 91                            | Lisa Brennauer (GER)            | 58.                           |
| 92                            | Sandra Alonso (ESP)             | 44.                           |
| 93                            | Laura Asencio (FRA)             | 57.                           |
| 94                            | Maria Giulia Confalonieri (ITA) | 75.                           |
| 95                            | Marta Lach (POL)                | DNF-6                         |
| 96                            | Kathrin Schweinberger (AUT)     | 99.                           |

| Valcar-Travel & Service VAL | Valcar-Travel & Service VAL | Valcar-Travel & Service VAL |
| --------------------------- | --------------------------- | --------------------------- |
| Nr                          | Kolarka                     | Miejsce                     |
| 101                         | Olivia Baril (CAN)          | 104.                        |
| 102                         | Alice Maria Arzuffi (ITA)   | 64.                         |
| 103                         | Eleonora Gasparrini (ITA)   | DNF-6                       |
| 104                         | Silvia Persico (ITA)        | 5.                          |
| 105                         | Ilaria Sanguineti (ITA)     | 90.                         |
| 106                         | Margaux Vigie (FRA)         | OTL-7                       |

| Cofidis COF | Cofidis COF            | Cofidis COF |
| ----------- | ---------------------- | ----------- |
| Nr          | Kolarka                | Miejsce     |
| 111         | Rachel Neylan (AUS)    | 28.         |
| 112         | Martina Alzini (ITA)   | DNF-6       |
| 113         | Victoire Berteau (FRA) | 68.         |
| 114         | Alana Castrique (BEL)  | DNF-1       |
| 115         | Valentine Fortin (FRA) | 88.         |
| 116         | Sandra Levenez (FRA)   | 89.         |

| Liv Racing Xstra LIV | Liv Racing Xstra LIV    | Liv Racing Xstra LIV |
| -------------------- | ----------------------- | -------------------- |
| Nr                   | Kolarka                 | Miejsce              |
| 121                  | Jeanne Korevaar (NED)   | 31.                  |
| 122                  | Rachele Barbieri (ITA)  | DNF-7                |
| 123                  | Thalita de Jong (NED)   | 69.                  |
| 124                  | Valerie Demey (BEL)     | 48.                  |
| 125                  | Silke Smulders (NED)    | 79.                  |
| 126                  | Sabrina Stultiens (NED) | 86.                  |

| EF Education-TIBCO-SVB TIB | EF Education-TIBCO-SVB TIB    | EF Education-TIBCO-SVB TIB |
| -------------------------- | ----------------------------- | -------------------------- |
| Nr                         | Kolarka                       | Miejsce                    |
| 131                        | Veronica Ewers (USA)          | 9.                         |
| 132                        | Letizia Borghesi (ITA)        | DNF-7                      |
| 133                        | Kristabel Doebel-Hickok (USA) | 34.                        |
| 134                        | Kathrin Hammes (GER)          | 65.                        |
| 135                        | Emily Newsom (USA)            | OTL-7                      |
| 136                        | Magdeleine Vallieres (CAN)    | 66.                        |

| Plantur-Pura PLP | Plantur-Pura PLP                      | Plantur-Pura PLP |
| ---------------- | ------------------------------------- | ---------------- |
| Nr               | Kolarka                               | Miejsce          |
| 141              | Julie de Wilde (BEL)                  | 46.              |
| 142              | Sanne Cant (BEL)                      | 62.              |
| 143              | Kim de Baat (BEL) (szosa)             | 109.             |
| 144              | Yara Kastelijn (NED)                  | 13.              |
| 145              | Christina Schweinberger (AUT) (szosa) | 80.              |
| 146              | Laura Süßemilch (GER)                 | DNF-2            |

| Le Col-Wahoo DRP | Le Col-Wahoo DRP              | Le Col-Wahoo DRP |
| ---------------- | ----------------------------- | ---------------- |
| Nr               | Kolarka                       | Miejsce          |
| 151              | Elizabeth Holden (GBR)        | 36.              |
| 152              | Eva van Agt (NED)             | 52.              |
| 153              | Maike van der Duin (NED)      | 84.              |
| 154              | Marjolein van 't Geloof (NED) | DNF-6            |
| 155              | Jesse Vandenbulcke (BEL)      | 83.              |
| 156              | Gladys Verhulst (FRA)         | DNF-7            |

| Parkhotel Valkenburg PHV | Parkhotel Valkenburg PHV   | Parkhotel Valkenburg PHV |
| ------------------------ | -------------------------- | ------------------------ |
| Nr                       | Kolarka                    | Miejsce                  |
| 161                      | Femke Gerritse (NED)       | 74.                      |
| 162                      | Mischa Bredewold (NED)     | 21.                      |
| 163                      | Nicole Frain (AUS) (szosa) | DNF-7                    |
| 164                      | Femke Markus (NED)         | 73.                      |
| 165                      | Quinty Schoens (NED)       | 56.                      |
| 166                      | Anne Van Rooijen (NED)     | DNF-7                    |

| AG Insurance NXTG AGI | AG Insurance NXTG AGI | AG Insurance NXTG AGI |
| --------------------- | --------------------- | --------------------- |
| Nr                    | Kolarka               | Miejsce               |
| 171                   | Julia Borgström (SWE) | 32.                   |
| 172                   | Anya Louw (AUS)       | 107.                  |
| 173                   | Gaia Masetti (ITA)    | DNF-2                 |
| 174                   | Lone Meertens (BEL)   | 102.                  |
| 175                   | Ilse Pluimers (NED)   | 93.                   |
| 176                   | Ally Wollaston (NZL)  | DNF-3                 |

| Arkéa Pro Cycling Team ARK | Arkéa Pro Cycling Team ARK | Arkéa Pro Cycling Team ARK |
| -------------------------- | -------------------------- | -------------------------- |
| Nr                         | Kolarka                    | Miejsce                    |
| 181                        | Morgane Coston (FRA)       | 45.                        |
| 182                        | Pauline Allin (FRA)        | 95.                        |
| 183                        | Julija Biriukowa (UKR)     | OTL-7                      |
| 184                        | Amandine Fouquenet (FRA)   | 76.                        |
| 185                        | Anaïs Morichon (FRA)       | OTL-7                      |
| 186                        | Greta Richioud (FRA)       | 55.                        |

| Uno-X Pro Cycling Team UXT | Uno-X Pro Cycling Team UXT  | Uno-X Pro Cycling Team UXT |
| -------------------------- | --------------------------- | -------------------------- |
| Nr                         | Kolarka                     | Miejsce                    |
| 191                        | Joscelin Lowden (GBR)       | 47.                        |
| 192                        | Hannah Barnes (GBR)         | 100.                       |
| 193                        | Julie Leth (DEN)            | 81.                        |
| 194                        | Hannah Ludwig (GER)         | 106.                       |
| 195                        | Mie Bjørndal Ottestad (NOR) | 17.                        |
| 196                        | Anne Dorthe Ysland (NOR)    | 91.                        |

| Stade Rochelais Charente-Maritime CMW | Stade Rochelais Charente-Maritime CMW    | Stade Rochelais Charente-Maritime CMW |
| ------------------------------------- | ---------------------------------------- | ------------------------------------- |
| Nr                                    | Kolarka                                  | Miejsce                               |
| 201                                   | Séverine Eraud (FRA)                     | 51.                                   |
| 202                                   | Noémie Abgrall (FRA)                     | OTL-3                                 |
| 203                                   | India Grangier (FRA)                     | OTL-7                                 |
| 204                                   | Natalie Grinczer (GBR)                   | DNF-3                                 |
| 205                                   | Frances Janse van Rensburg (RSA) (szosa) | OTL-3                                 |
| 206                                   | Maëva Squiban (FRA)                      | DNF-3                                 |

| St Michel-Auber 93 AUB | St Michel-Auber 93 AUB | St Michel-Auber 93 AUB |
| ---------------------- | ---------------------- | ---------------------- |
| Nr                     | Kolarka                | Miejsce                |
| 211                    | Simone Boilard (CAN)   | 71.                    |
| 212                    | Alison Avoine (FRA)    | 108.                   |
| 213                    | Sandrine Bideau (FRA)  | 87.                    |
| 214                    | Coralie Demay (FRA)    | 24.                    |
| 215                    | Barbara Fonseca (FRA)  | 85.                    |
| 216                    | Margot Pompanon (FRA)  | 82.                    |

| Roland Cogeas-Edelweiss Squad CGS | Roland Cogeas-Edelweiss Squad CGS | Roland Cogeas-Edelweiss Squad CGS |
| --------------------------------- | --------------------------------- | --------------------------------- |
| Nr                                | Kolarka                           | Miejsce                           |
| 221                               | Tamara Dronowa (szosa)            | 15.                               |
| 222                               | Caroline Baur (SUI) (szosa)       | 92.                               |
| 223                               | Hannah Buch (GER)                 | DNF-3                             |
| 224                               | Rotem Gafinovitz (ISR)            | 101.                              |
| 225                               | Petra Stiasny (SUI)               | OTL-1                             |
| 226                               | Olga Zabielinska (UZB)            | 97.                               |

| Human Powered Health HPW | Human Powered Health HPW        | Human Powered Health HPW |
| ------------------------ | ------------------------------- | ------------------------ |
| Nr                       | Kolarka                         | Miejsce                  |
| 231                      | Henrietta Christie (NZL)        | 59.                      |
| 232                      | Nina Buysman (NED)              | 25.                      |
| 233                      | Andri Christoforu (CYP) (szosa) | 70.                      |
| 234                      | Barbara Malcotti (ITA)          | DSQ-5                    |
| 235                      | Marit Raaijmakers (NED)         | 63.                      |
| 236                      | Lily Williams (USA)             | 98.                      |

Legenda: DNF – nie ukończył etapu, OTL – przekroczył limit czasu, DNS – nie wystartował do etapu, DSQ – zdyskwalifikowany. Numer przy skrócie oznacza etap, na którym kolarz opuścił wyścig.

## Wyniki etapów

### Etap 1
| Paryż - Paryż | płaski | (81,6 km) |

| \| Klasyfikacja etapu \| Klasyfikacja etapu \| Klasyfikacja etapu \| Klasyfikacja etapu \| Klasyfikacja etapu \| \| Kolarka \| Kolarka \| Państwo \| Drużyna \| Czas \| \| ------------------ \| ------------------ \| ------------------ \| ----------------------------- \| ------------------ \| \| 1. \| Lorena Wiebes \| Holandia \| Team DSM \| 1h 54' 00" \| \| 2. \| Marianne Vos \| Holandia \| Team Jumbo-Visma \| + 0" \| \| 3. \| Lotte Kopecky \| Belgia \| SD Worx \| + 0" \| \| 4. \| Rachele Barbieri \| Włochy \| Liv Racing Xstra \| + 0" \| \| 5. \| Emma Norsgaard \| Dania \| Movistar Team \| + 0" \| \| 6. \| Maike van der Duin \| Holandia \| Le Col-Wahoo \| + 0" \| \| 7. \| Elisa Balsamo \| Włochy \| Trek-Segafredo \| + 0" \| \| 8. \| Simone Boilard \| Kanada \| St Michel-Auber 93 \| + 0" \| \| 9. \| Tamara Dronowa \| brak \| Roland Cogeas-Edelweiss Squad \| + 0" \| \| 10. \| Vittoria Guazzini \| Włochy \| FDJ-Suez-Futuroscope \| + 0" \| |                    |          |                               |            |
| |                    |          |                               |            |
| Źródło: ProCyclingStats |                    |          |                               |            |
| Klasyfikacja etapu |                    |          |                               |            |
| Kolarka | Kolarka            | Państwo  | Drużyna                       | Czas       |
| 1. | Lorena Wiebes      | Holandia | Team DSM                      | 1h 54' 00" |
| 2. | Marianne Vos       | Holandia | Team Jumbo-Visma              | + 0"       |
| 3. | Lotte Kopecky      | Belgia   | SD Worx                       | + 0"       |
| 4. | Rachele Barbieri   | Włochy   | Liv Racing Xstra              | + 0"       |
| 5. | Emma Norsgaard     | Dania    | Movistar Team                 | + 0"       |
| 6. | Maike van der Duin | Holandia | Le Col-Wahoo                  | + 0"       |
| 7. | Elisa Balsamo      | Włochy   | Trek-Segafredo                | + 0"       |
| 8. | Simone Boilard     | Kanada   | St Michel-Auber 93            | + 0"       |
| 9. | Tamara Dronowa     | brak     | Roland Cogeas-Edelweiss Squad | + 0"       |
| 10. | Vittoria Guazzini  | Włochy   | FDJ-Suez-Futuroscope          | + 0"       |

| \| Klasyfikacja generalna \| Klasyfikacja generalna \| Klasyfikacja generalna \| Klasyfikacja generalna \| Klasyfikacja generalna \| \| Kolarka \| Kolarka \| Państwo \| Drużyna \| Czas \| \| ---------------------- \| ---------------------- \| ---------------------- \| ----------------------------- \| ---------------------- \| \| 1. \| Lorena Wiebes \| Holandia \| Team DSM \| 1h 53' 50" \| \| 2. \| Marianne Vos \| Holandia \| Team Jumbo-Visma \| + 4" \| \| 3. \| Lotte Kopecky \| Belgia \| SD Worx \| + 6" \| \| 4. \| Rachele Barbieri \| Włochy \| Liv Racing Xstra \| + 10" \| \| 5. \| Emma Norsgaard \| Dania \| Movistar Team \| + 10" \| \| 6. \| Maike van der Duin \| Holandia \| Le Col-Wahoo \| + 10" \| \| 7. \| Elisa Balsamo \| Włochy \| Trek-Segafredo \| + 10" \| \| 8. \| Simone Boilard \| Kanada \| St Michel-Auber 93 \| + 10" \| \| 9. \| Tamara Dronowa \| brak \| Roland Cogeas-Edelweiss Squad \| + 10" \| \| 10. \| Vittoria Guazzini \| Włochy \| FDJ-Suez-Futuroscope \| + 10" \| |                    |          |                               |            |
| |                    |          |                               |            |
| Źródło: ProCyclingStats |                    |          |                               |            |
| Klasyfikacja generalna |                    |          |                               |            |
| Kolarka | Kolarka            | Państwo  | Drużyna                       | Czas       |
| 1. | Lorena Wiebes      | Holandia | Team DSM                      | 1h 53' 50" |
| 2. | Marianne Vos       | Holandia | Team Jumbo-Visma              | + 4"       |
| 3. | Lotte Kopecky      | Belgia   | SD Worx                       | + 6"       |
| 4. | Rachele Barbieri   | Włochy   | Liv Racing Xstra              | + 10"      |
| 5. | Emma Norsgaard     | Dania    | Movistar Team                 | + 10"      |
| 6. | Maike van der Duin | Holandia | Le Col-Wahoo                  | + 10"      |
| 7. | Elisa Balsamo      | Włochy   | Trek-Segafredo                | + 10"      |
| 8. | Simone Boilard     | Kanada   | St Michel-Auber 93            | + 10"      |
| 9. | Tamara Dronowa     | brak     | Roland Cogeas-Edelweiss Squad | + 10"      |
| 10. | Vittoria Guazzini  | Włochy   | FDJ-Suez-Futuroscope          | + 10"      |

### Etap 2
| Meaux - Provins | płaski | (136,4 km) |

| \| Klasyfikacja etapu \| Klasyfikacja etapu \| Klasyfikacja etapu \| Klasyfikacja etapu \| Klasyfikacja etapu \| \| Kolarka \| Kolarka \| Państwo \| Drużyna \| Czas \| \| ------------------ \| ------------------------- \| ------------------ \| ------------------------- \| ------------------ \| \| 1. \| Marianne Vos \| Holandia \| Team Jumbo-Visma \| 3h 14' 02" \| \| 2. \| Silvia Persico \| Włochy \| Valcar-Travel & Service \| + 0" \| \| 3. \| Katarzyna Niewiadoma \| Polska \| Canyon-SRAM Racing \| + 0" \| \| 4. \| Elisa Longo Borghini \| Włochy \| Trek-Segafredo \| + 2" \| \| 5. \| Maike van der Duin \| Holandia \| Le Col-Wahoo \| + 12" \| \| 6. \| Lorena Wiebes \| Holandia \| Team DSM \| + 29" \| \| 7. \| Julie de Wilde \| Belgia \| Plantur-Pura \| + 29" \| \| 8. \| Rachele Barbieri \| Włochy \| Liv Racing Xstra \| + 29" \| \| 9. \| Lotte Kopecky \| Belgia \| SD Worx \| + 29" \| \| 10. \| Maria Giulia Confalonieri \| Włochy \| Ceratizit-WNT Pro Cycling \| + 29" \| |                           |          |                           |            |
| |                           |          |                           |            |
| Źródło: ProCyclingStats |                           |          |                           |            |
| Klasyfikacja etapu |                           |          |                           |            |
| Kolarka | Kolarka                   | Państwo  | Drużyna                   | Czas       |
| 1. | Marianne Vos              | Holandia | Team Jumbo-Visma          | 3h 14' 02" |
| 2. | Silvia Persico            | Włochy   | Valcar-Travel & Service   | + 0"       |
| 3. | Katarzyna Niewiadoma      | Polska   | Canyon-SRAM Racing        | + 0"       |
| 4. | Elisa Longo Borghini      | Włochy   | Trek-Segafredo            | + 2"       |
| 5. | Maike van der Duin        | Holandia | Le Col-Wahoo              | + 12"      |
| 6. | Lorena Wiebes             | Holandia | Team DSM                  | + 29"      |
| 7. | Julie de Wilde            | Belgia   | Plantur-Pura              | + 29"      |
| 8. | Rachele Barbieri          | Włochy   | Liv Racing Xstra          | + 29"      |
| 9. | Lotte Kopecky             | Belgia   | SD Worx                   | + 29"      |
| 10. | Maria Giulia Confalonieri | Włochy   | Ceratizit-WNT Pro Cycling | + 29"      |

| \| Klasyfikacja generalna \| Klasyfikacja generalna \| Klasyfikacja generalna \| Klasyfikacja generalna \| Klasyfikacja generalna \| \| Kolarka \| Kolarka \| Państwo \| Drużyna \| Czas \| \| ---------------------- \| ---------------------- \| ---------------------- \| ----------------------- \| ---------------------- \| \| 1. \| Marianne Vos \| Holandia \| Team Jumbo-Visma \| 5h 07' 46" \| \| 2. \| Silvia Persico \| Włochy \| Valcar-Travel & Service \| + 10" \| \| 3. \| Katarzyna Niewiadoma \| Polska \| Canyon-SRAM Racing \| + 12" \| \| 4. \| Elisa Longo Borghini \| Włochy \| Trek-Segafredo \| + 18" \| \| 5. \| Maike van der Duin \| Holandia \| Le Col-Wahoo \| + 28" \| \| 6. \| Lorena Wiebes \| Holandia \| Team DSM \| + 35" \| \| 7. \| Lotte Kopecky \| Belgia \| SD Worx \| + 41" \| \| 8. \| Rachele Barbieri \| Włochy \| Liv Racing Xstra \| + 45" \| \| 9. \| Julie de Wilde \| Belgia \| Plantur-Pura \| + 45" \| \| 10. \| Demi Vollering \| Holandia \| SD Worx \| + 45" \| |                      |          |                         |            |
| |                      |          |                         |            |
| Źródło: ProCyclingStats |                      |          |                         |            |
| Klasyfikacja generalna |                      |          |                         |            |
| Kolarka | Kolarka              | Państwo  | Drużyna                 | Czas       |
| 1. | Marianne Vos         | Holandia | Team Jumbo-Visma        | 5h 07' 46" |
| 2. | Silvia Persico       | Włochy   | Valcar-Travel & Service | + 10"      |
| 3. | Katarzyna Niewiadoma | Polska   | Canyon-SRAM Racing      | + 12"      |
| 4. | Elisa Longo Borghini | Włochy   | Trek-Segafredo          | + 18"      |
| 5. | Maike van der Duin   | Holandia | Le Col-Wahoo            | + 28"      |
| 6. | Lorena Wiebes        | Holandia | Team DSM                | + 35"      |
| 7. | Lotte Kopecky        | Belgia   | SD Worx                 | + 41"      |
| 8. | Rachele Barbieri     | Włochy   | Liv Racing Xstra        | + 45"      |
| 9. | Julie de Wilde       | Belgia   | Plantur-Pura            | + 45"      |
| 10. | Demi Vollering       | Holandia | SD Worx                 | + 45"      |

### Etap 3
| Reims - Épernay | pagórkowaty | (133,6 km) |

| \| Klasyfikacja etapu \| Klasyfikacja etapu \| Klasyfikacja etapu \| Klasyfikacja etapu \| Klasyfikacja etapu \| \| Kolarka \| Kolarka \| Państwo \| Drużyna \| Czas \| \| ------------------ \| ------------------------- \| ------------------ \| ----------------------- \| ------------------ \| \| 1. \| Cecilie Uttrup Ludwig \| Dania \| FDJ-Suez-Futuroscope \| 3h 22' 54" \| \| 2. \| Marianne Vos \| Holandia \| Team Jumbo-Visma \| + 2" \| \| 3. \| Ashleigh Moolman-Pasio \| Południowa Afryka \| SD Worx \| + 2" \| \| 4. \| Silvia Persico \| Włochy \| Valcar-Travel & Service \| + 2" \| \| 5. \| Elisa Longo Borghini \| Włochy \| Trek-Segafredo \| + 2" \| \| 6. \| Katarzyna Niewiadoma \| Polska \| Canyon-SRAM Racing \| + 2" \| \| 7. \| Margarita Victoria García \| Hiszpania \| UAE Team ADQ \| + 6" \| \| 8. \| Demi Vollering \| Holandia \| SD Worx \| + 8" \| \| 9. \| Juliette Labous \| Francja \| Team DSM \| + 11" \| \| 10. \| Annemiek van Vleuten \| Holandia \| Movistar Team \| + 20" \| |                           |                   |                         |            |
| |                           |                   |                         |            |
| Źródło: ProCyclingStats |                           |                   |                         |            |
| Klasyfikacja etapu |                           |                   |                         |            |
| Kolarka | Kolarka                   | Państwo           | Drużyna                 | Czas       |
| 1. | Cecilie Uttrup Ludwig     | Dania             | FDJ-Suez-Futuroscope    | 3h 22' 54" |
| 2. | Marianne Vos              | Holandia          | Team Jumbo-Visma        | + 2"       |
| 3. | Ashleigh Moolman-Pasio    | Południowa Afryka | SD Worx                 | + 2"       |
| 4. | Silvia Persico            | Włochy            | Valcar-Travel & Service | + 2"       |
| 5. | Elisa Longo Borghini      | Włochy            | Trek-Segafredo          | + 2"       |
| 6. | Katarzyna Niewiadoma      | Polska            | Canyon-SRAM Racing      | + 2"       |
| 7. | Margarita Victoria García | Hiszpania         | UAE Team ADQ            | + 6"       |
| 8. | Demi Vollering            | Holandia          | SD Worx                 | + 8"       |
| 9. | Juliette Labous           | Francja           | Team DSM                | + 11"      |
| 10. | Annemiek van Vleuten      | Holandia          | Movistar Team           | + 20"      |

| \| Klasyfikacja generalna \| Klasyfikacja generalna \| Klasyfikacja generalna \| Klasyfikacja generalna \| Klasyfikacja generalna \| \| Kolarka \| Kolarka \| Państwo \| Drużyna \| Czas \| \| ---------------------- \| ------------------------- \| ---------------------- \| ----------------------- \| ---------------------- \| \| 1. \| Marianne Vos \| Holandia \| Team Jumbo-Visma \| 8h 30' 36" \| \| 2. \| Silvia Persico \| Włochy \| Valcar-Travel & Service \| + 16" \| \| 3. \| Katarzyna Niewiadoma \| Polska \| Canyon-SRAM Racing \| + 16" \| \| 4. \| Elisa Longo Borghini \| Włochy \| Trek-Segafredo \| + 21" \| \| 5. \| Ashleigh Moolman-Pasio \| Południowa Afryka \| SD Worx \| + 51" \| \| 6. \| Margarita Victoria García \| Hiszpania \| UAE Team ADQ \| + 55" \| \| 7. \| Demi Vollering \| Holandia \| SD Worx \| + 57" \| \| 8. \| Juliette Labous \| Francja \| Team DSM \| + 1' 05" \| \| 9. \| Annemiek van Vleuten \| Holandia \| Movistar Team \| + 1' 14" \| \| 10. \| Cecilie Uttrup Ludwig \| Dania \| FDJ-Suez-Futuroscope \| + 1' 48" \| |                           |                   |                         |            |
| |                           |                   |                         |            |
| Źródło: ProCyclingStats |                           |                   |                         |            |
| Klasyfikacja generalna |                           |                   |                         |            |
| Kolarka | Kolarka                   | Państwo           | Drużyna                 | Czas       |
| 1. | Marianne Vos              | Holandia          | Team Jumbo-Visma        | 8h 30' 36" |
| 2. | Silvia Persico            | Włochy            | Valcar-Travel & Service | + 16"      |
| 3. | Katarzyna Niewiadoma      | Polska            | Canyon-SRAM Racing      | + 16"      |
| 4. | Elisa Longo Borghini      | Włochy            | Trek-Segafredo          | + 21"      |
| 5. | Ashleigh Moolman-Pasio    | Południowa Afryka | SD Worx                 | + 51"      |
| 6. | Margarita Victoria García | Hiszpania         | UAE Team ADQ            | + 55"      |
| 7. | Demi Vollering            | Holandia          | SD Worx                 | + 57"      |
| 8. | Juliette Labous           | Francja           | Team DSM                | + 1' 05"   |
| 9. | Annemiek van Vleuten      | Holandia          | Movistar Team           | + 1' 14"   |
| 10. | Cecilie Uttrup Ludwig     | Dania             | FDJ-Suez-Futuroscope    | + 1' 48"   |

### Etap 4
| Troyes - Bar-sur-Aube | pagórkowaty | (126,8 km) |

| \| Klasyfikacja etapu \| Klasyfikacja etapu \| Klasyfikacja etapu \| Klasyfikacja etapu \| Klasyfikacja etapu \| \| Kolarka \| Kolarka \| Państwo \| Drużyna \| Czas \| \| ------------------ \| -------------------- \| ------------------ \| ----------------------- \| ------------------ \| \| 1. \| Marlen Reusser \| Szwajcaria \| SD Worx \| 3h 16' 30" \| \| 2. \| Évita Muzic \| Francja \| FDJ-Suez-Futuroscope \| + 1' 24" \| \| 3. \| Alena Amialusik \| brak \| Canyon-SRAM Racing \| + 1' 24" \| \| 4. \| Veronica Ewers \| Stany Zjednoczone \| EF Education-TIBCO-SVB \| + 1' 24" \| \| 5. \| Marianne Vos \| Holandia \| Team Jumbo-Visma \| + 1' 40" \| \| 6. \| Lotte Kopecky \| Belgia \| SD Worx \| + 1' 40" \| \| 7. \| Silvia Persico \| Włochy \| Valcar-Travel & Service \| + 1' 40" \| \| 8. \| Ruby Roseman-Gannon \| Australia \| Team BikeExchange-Jayco \| + 1' 40" \| \| 9. \| Elisa Longo Borghini \| Włochy \| Trek-Segafredo \| + 1' 40" \| \| 10. \| Demi Vollering \| Holandia \| SD Worx \| + 1' 40" \| |                      |                   |                         |            |
| |                      |                   |                         |            |
| Źródło: ProCyclingStats |                      |                   |                         |            |
| Klasyfikacja etapu |                      |                   |                         |            |
| Kolarka | Kolarka              | Państwo           | Drużyna                 | Czas       |
| 1. | Marlen Reusser       | Szwajcaria        | SD Worx                 | 3h 16' 30" |
| 2. | Évita Muzic          | Francja           | FDJ-Suez-Futuroscope    | + 1' 24"   |
| 3. | Alena Amialusik      | brak              | Canyon-SRAM Racing      | + 1' 24"   |
| 4. | Veronica Ewers       | Stany Zjednoczone | EF Education-TIBCO-SVB  | + 1' 24"   |
| 5. | Marianne Vos         | Holandia          | Team Jumbo-Visma        | + 1' 40"   |
| 6. | Lotte Kopecky        | Belgia            | SD Worx                 | + 1' 40"   |
| 7. | Silvia Persico       | Włochy            | Valcar-Travel & Service | + 1' 40"   |
| 8. | Ruby Roseman-Gannon  | Australia         | Team BikeExchange-Jayco | + 1' 40"   |
| 9. | Elisa Longo Borghini | Włochy            | Trek-Segafredo          | + 1' 40"   |
| 10. | Demi Vollering       | Holandia          | SD Worx                 | + 1' 40"   |

| \| Klasyfikacja generalna \| Klasyfikacja generalna \| Klasyfikacja generalna \| Klasyfikacja generalna \| Klasyfikacja generalna \| \| Kolarka \| Kolarka \| Państwo \| Drużyna \| Czas \| \| ---------------------- \| ---------------------- \| ---------------------- \| ----------------------- \| ---------------------- \| \| 1. \| Marianne Vos \| Holandia \| Team Jumbo-Visma \| 11h 48' 46" \| \| 2. \| Silvia Persico \| Włochy \| Valcar-Travel & Service \| + 16" \| \| 3. \| Katarzyna Niewiadoma \| Polska \| Canyon-SRAM Racing \| + 16" \| \| 4. \| Elisa Longo Borghini \| Włochy \| Trek-Segafredo \| + 21" \| \| 5. \| Ashleigh Moolman-Pasio \| Południowa Afryka \| SD Worx \| + 51" \| \| 6. \| Demi Vollering \| Holandia \| SD Worx \| + 57" \| \| 7. \| Juliette Labous \| Francja \| Team DSM \| + 1' 05" \| \| 8. \| Annemiek van Vleuten \| Holandia \| Movistar Team \| + 1' 14" \| \| 9. \| Cecilie Uttrup Ludwig \| Dania \| FDJ-Suez-Futuroscope \| + 1' 48" \| \| 10. \| Elise Chabbey \| Szwajcaria \| Canyon-SRAM Racing \| + 2' 20" \| |                        |                   |                         |             |
| |                        |                   |                         |             |
| Źródło: ProCyclingStats |                        |                   |                         |             |
| Klasyfikacja generalna |                        |                   |                         |             |
| Kolarka | Kolarka                | Państwo           | Drużyna                 | Czas        |
| 1. | Marianne Vos           | Holandia          | Team Jumbo-Visma        | 11h 48' 46" |
| 2. | Silvia Persico         | Włochy            | Valcar-Travel & Service | + 16"       |
| 3. | Katarzyna Niewiadoma   | Polska            | Canyon-SRAM Racing      | + 16"       |
| 4. | Elisa Longo Borghini   | Włochy            | Trek-Segafredo          | + 21"       |
| 5. | Ashleigh Moolman-Pasio | Południowa Afryka | SD Worx                 | + 51"       |
| 6. | Demi Vollering         | Holandia          | SD Worx                 | + 57"       |
| 7. | Juliette Labous        | Francja           | Team DSM                | + 1' 05"    |
| 8. | Annemiek van Vleuten   | Holandia          | Movistar Team           | + 1' 14"    |
| 9. | Cecilie Uttrup Ludwig  | Dania             | FDJ-Suez-Futuroscope    | + 1' 48"    |
| 10. | Elise Chabbey          | Szwajcaria        | Canyon-SRAM Racing      | + 2' 20"    |

### Etap 5
| Bar-le-Duc - Saint-Dié-des-Vosges | płaski | (175,6 km) |

| \| Klasyfikacja etapu \| Klasyfikacja etapu \| Klasyfikacja etapu \| Klasyfikacja etapu \| Klasyfikacja etapu \| \| Kolarka \| Kolarka \| Państwo \| Drużyna \| Czas \| \| ------------------ \| ------------------------- \| ------------------ \| ----------------------------- \| ------------------ \| \| 1. \| Lorena Wiebes \| Holandia \| Team DSM \| 4h 32' 16" \| \| 2. \| Elisa Balsamo \| Włochy \| Trek-Segafredo \| + 0" \| \| 3. \| Marianne Vos \| Holandia \| Team Jumbo-Visma \| + 0" \| \| 4. \| Rachele Barbieri \| Włochy \| Liv Racing Xstra \| + 0" \| \| 5. \| Maike van der Duin \| Holandia \| Le Col-Wahoo \| + 0" \| \| 6. \| Maria Giulia Confalonieri \| Włochy \| Ceratizit-WNT Pro Cycling \| + 0" \| \| 7. \| Silvia Persico \| Włochy \| Valcar-Travel & Service \| + 0" \| \| 8. \| Vittoria Guazzini \| Włochy \| FDJ-Suez-Futuroscope \| + 0" \| \| 9. \| Tamara Dronowa \| brak \| Roland Cogeas-Edelweiss Squad \| + 0" \| \| 10. \| Alexandra Manly \| Australia \| Team BikeExchange-Jayco \| + 0" \| |                           |           |                               |            |
| |                           |           |                               |            |
| Źródło: ProCyclingStats |                           |           |                               |            |
| Klasyfikacja etapu |                           |           |                               |            |
| Kolarka | Kolarka                   | Państwo   | Drużyna                       | Czas       |
| 1. | Lorena Wiebes             | Holandia  | Team DSM                      | 4h 32' 16" |
| 2. | Elisa Balsamo             | Włochy    | Trek-Segafredo                | + 0"       |
| 3. | Marianne Vos              | Holandia  | Team Jumbo-Visma              | + 0"       |
| 4. | Rachele Barbieri          | Włochy    | Liv Racing Xstra              | + 0"       |
| 5. | Maike van der Duin        | Holandia  | Le Col-Wahoo                  | + 0"       |
| 6. | Maria Giulia Confalonieri | Włochy    | Ceratizit-WNT Pro Cycling     | + 0"       |
| 7. | Silvia Persico            | Włochy    | Valcar-Travel & Service       | + 0"       |
| 8. | Vittoria Guazzini         | Włochy    | FDJ-Suez-Futuroscope          | + 0"       |
| 9. | Tamara Dronowa            | brak      | Roland Cogeas-Edelweiss Squad | + 0"       |
| 10. | Alexandra Manly           | Australia | Team BikeExchange-Jayco       | + 0"       |

| \| Klasyfikacja generalna \| Klasyfikacja generalna \| Klasyfikacja generalna \| Klasyfikacja generalna \| Klasyfikacja generalna \| \| Kolarka \| Kolarka \| Państwo \| Drużyna \| Czas \| \| ---------------------- \| ---------------------- \| ---------------------- \| ----------------------- \| ---------------------- \| \| 1. \| Marianne Vos \| Holandia \| Team Jumbo-Visma \| 16h 20' 50" \| \| 2. \| Silvia Persico \| Włochy \| Valcar-Travel & Service \| + 20" \| \| 3. \| Katarzyna Niewiadoma \| Polska \| Canyon-SRAM Racing \| + 20" \| \| 4. \| Elisa Longo Borghini \| Włochy \| Trek-Segafredo \| + 25" \| \| 5. \| Ashleigh Moolman-Pasio \| Południowa Afryka \| SD Worx \| + 55" \| \| 6. \| Demi Vollering \| Holandia \| SD Worx \| + 1' 01" \| \| 7. \| Juliette Labous \| Francja \| Team DSM \| + 1' 09" \| \| 8. \| Annemiek van Vleuten \| Holandia \| Movistar Team \| + 1' 18" \| \| 9. \| Cecilie Uttrup Ludwig \| Dania \| FDJ-Suez-Futuroscope \| + 1' 52" \| \| 10. \| Elise Chabbey \| Szwajcaria \| Canyon-SRAM Racing \| + 2' 24" \| |                        |                   |                         |             |
| |                        |                   |                         |             |
| Źródło: ProCyclingStats |                        |                   |                         |             |
| Klasyfikacja generalna |                        |                   |                         |             |
| Kolarka | Kolarka                | Państwo           | Drużyna                 | Czas        |
| 1. | Marianne Vos           | Holandia          | Team Jumbo-Visma        | 16h 20' 50" |
| 2. | Silvia Persico         | Włochy            | Valcar-Travel & Service | + 20"       |
| 3. | Katarzyna Niewiadoma   | Polska            | Canyon-SRAM Racing      | + 20"       |
| 4. | Elisa Longo Borghini   | Włochy            | Trek-Segafredo          | + 25"       |
| 5. | Ashleigh Moolman-Pasio | Południowa Afryka | SD Worx                 | + 55"       |
| 6. | Demi Vollering         | Holandia          | SD Worx                 | + 1' 01"    |
| 7. | Juliette Labous        | Francja           | Team DSM                | + 1' 09"    |
| 8. | Annemiek van Vleuten   | Holandia          | Movistar Team           | + 1' 18"    |
| 9. | Cecilie Uttrup Ludwig  | Dania             | FDJ-Suez-Futuroscope    | + 1' 52"    |
| 10. | Elise Chabbey          | Szwajcaria        | Canyon-SRAM Racing      | + 2' 24"    |

### Etap 6
| Saint-Dié-des-Vosges - Rosheim | pagórkowaty | (129,2 km) |

| \| Klasyfikacja etapu \| Klasyfikacja etapu \| Klasyfikacja etapu \| Klasyfikacja etapu \| Klasyfikacja etapu \| \| Kolarka \| Kolarka \| Państwo \| Drużyna \| Czas \| \| ------------------ \| ------------------------- \| ------------------ \| ------------------------- \| ------------------ \| \| 1. \| Marianne Vos \| Holandia \| Team Jumbo-Visma \| 3h 03' 26" \| \| 2. \| Marta Bastianelli \| Włochy \| UAE Team ADQ \| + 0" \| \| 3. \| Lotte Kopecky \| Belgia \| SD Worx \| + 0" \| \| 4. \| Elisa Balsamo \| Włochy \| Trek-Segafredo \| + 0" \| \| 5. \| Maria Giulia Confalonieri \| Włochy \| Ceratizit-WNT Pro Cycling \| + 0" \| \| 6. \| Vittoria Guazzini \| Włochy \| FDJ-Suez-Futuroscope \| + 0" \| \| 7. \| Katarzyna Niewiadoma \| Polska \| Canyon-SRAM Racing \| + 0" \| \| 8. \| Rachele Barbieri \| Włochy \| Liv Racing Xstra \| + 0" \| \| 9. \| Elisa Longo Borghini \| Włochy \| Trek-Segafredo \| + 0" \| \| 10. \| Arlenis Sierra \| Kuba \| Movistar Team \| + 0" \| |                           |          |                           |            |
| |                           |          |                           |            |
| Źródło: ProCyclingStats |                           |          |                           |            |
| Klasyfikacja etapu |                           |          |                           |            |
| Kolarka | Kolarka                   | Państwo  | Drużyna                   | Czas       |
| 1. | Marianne Vos              | Holandia | Team Jumbo-Visma          | 3h 03' 26" |
| 2. | Marta Bastianelli         | Włochy   | UAE Team ADQ              | + 0"       |
| 3. | Lotte Kopecky             | Belgia   | SD Worx                   | + 0"       |
| 4. | Elisa Balsamo             | Włochy   | Trek-Segafredo            | + 0"       |
| 5. | Maria Giulia Confalonieri | Włochy   | Ceratizit-WNT Pro Cycling | + 0"       |
| 6. | Vittoria Guazzini         | Włochy   | FDJ-Suez-Futuroscope      | + 0"       |
| 7. | Katarzyna Niewiadoma      | Polska   | Canyon-SRAM Racing        | + 0"       |
| 8. | Rachele Barbieri          | Włochy   | Liv Racing Xstra          | + 0"       |
| 9. | Elisa Longo Borghini      | Włochy   | Trek-Segafredo            | + 0"       |
| 10. | Arlenis Sierra            | Kuba     | Movistar Team             | + 0"       |

| \| Klasyfikacja generalna \| Klasyfikacja generalna \| Klasyfikacja generalna \| Klasyfikacja generalna \| Klasyfikacja generalna \| \| Kolarka \| Kolarka \| Państwo \| Drużyna \| Czas \| \| ---------------------- \| ---------------------- \| ---------------------- \| ----------------------- \| ---------------------- \| \| 1. \| Marianne Vos \| Holandia \| Team Jumbo-Visma \| 19h 30' 14" \| \| 2. \| Katarzyna Niewiadoma \| Polska \| Canyon-SRAM Racing \| + 30" \| \| 3. \| Silvia Persico \| Włochy \| Valcar-Travel & Service \| + 30" \| \| 4. \| Elisa Longo Borghini \| Włochy \| Trek-Segafredo \| + 35" \| \| 5. \| Ashleigh Moolman-Pasio \| Południowa Afryka \| SD Worx \| + 1' 05" \| \| 6. \| Demi Vollering \| Holandia \| SD Worx \| + 1' 11" \| \| 7. \| Juliette Labous \| Francja \| Team DSM \| + 1' 19" \| \| 8. \| Annemiek van Vleuten \| Holandia \| Movistar Team \| + 1' 28" \| \| 9. \| Cecilie Uttrup Ludwig \| Dania \| FDJ-Suez-Futuroscope \| + 2' 02" \| \| 10. \| Elise Chabbey \| Szwajcaria \| Canyon-SRAM Racing \| + 2' 34" \| |                        |                   |                         |             |
| |                        |                   |                         |             |
| Źródło: ProCyclingStats |                        |                   |                         |             |
| Klasyfikacja generalna |                        |                   |                         |             |
| Kolarka | Kolarka                | Państwo           | Drużyna                 | Czas        |
| 1. | Marianne Vos           | Holandia          | Team Jumbo-Visma        | 19h 30' 14" |
| 2. | Katarzyna Niewiadoma   | Polska            | Canyon-SRAM Racing      | + 30"       |
| 3. | Silvia Persico         | Włochy            | Valcar-Travel & Service | + 30"       |
| 4. | Elisa Longo Borghini   | Włochy            | Trek-Segafredo          | + 35"       |
| 5. | Ashleigh Moolman-Pasio | Południowa Afryka | SD Worx                 | + 1' 05"    |
| 6. | Demi Vollering         | Holandia          | SD Worx                 | + 1' 11"    |
| 7. | Juliette Labous        | Francja           | Team DSM                | + 1' 19"    |
| 8. | Annemiek van Vleuten   | Holandia          | Movistar Team           | + 1' 28"    |
| 9. | Cecilie Uttrup Ludwig  | Dania             | FDJ-Suez-Futuroscope    | + 2' 02"    |
| 10. | Elise Chabbey          | Szwajcaria        | Canyon-SRAM Racing      | + 2' 34"    |

### Etap 7
| Sélestat - Le Markstein | górski | (127,1 km) |

| \| Klasyfikacja etapu \| Klasyfikacja etapu \| Klasyfikacja etapu \| Klasyfikacja etapu \| Klasyfikacja etapu \| \| Kolarka \| Kolarka \| Państwo \| Drużyna \| Czas \| \| ------------------ \| --------------------- \| ------------------ \| ----------------------- \| ------------------ \| \| 1. \| Annemiek van Vleuten \| Holandia \| Movistar Team \| 3h 47' 02" \| \| 2. \| Demi Vollering \| Holandia \| SD Worx \| + 3' 26" \| \| 3. \| Cecilie Uttrup Ludwig \| Dania \| FDJ-Suez-Futuroscope \| + 5' 16" \| \| 4. \| Juliette Labous \| Francja \| Team DSM \| + 5' 18" \| \| 5. \| Katarzyna Niewiadoma \| Polska \| Canyon-SRAM Racing \| + 5' 18" \| \| 6. \| Silvia Persico \| Włochy \| Valcar-Travel & Service \| + 6' 56" \| \| 7. \| Elisa Longo Borghini \| Włochy \| Trek-Segafredo \| + 6' 56" \| \| 8. \| Urška Žigart \| Słowenia \| Team BikeExchange-Jayco \| + 7' 23" \| \| 9. \| Évita Muzic \| Francja \| FDJ-Suez-Futuroscope \| + 8' 27" \| \| 10. \| Pauliena Rooijakkers \| Holandia \| Canyon-SRAM Racing \| + 10' 10" \| |                       |          |                         |            |
| |                       |          |                         |            |
| Źródło: ProCyclingStats |                       |          |                         |            |
| Klasyfikacja etapu |                       |          |                         |            |
| Kolarka | Kolarka               | Państwo  | Drużyna                 | Czas       |
| 1. | Annemiek van Vleuten  | Holandia | Movistar Team           | 3h 47' 02" |
| 2. | Demi Vollering        | Holandia | SD Worx                 | + 3' 26"   |
| 3. | Cecilie Uttrup Ludwig | Dania    | FDJ-Suez-Futuroscope    | + 5' 16"   |
| 4. | Juliette Labous       | Francja  | Team DSM                | + 5' 18"   |
| 5. | Katarzyna Niewiadoma  | Polska   | Canyon-SRAM Racing      | + 5' 18"   |
| 6. | Silvia Persico        | Włochy   | Valcar-Travel & Service | + 6' 56"   |
| 7. | Elisa Longo Borghini  | Włochy   | Trek-Segafredo          | + 6' 56"   |
| 8. | Urška Žigart          | Słowenia | Team BikeExchange-Jayco | + 7' 23"   |
| 9. | Évita Muzic           | Francja  | FDJ-Suez-Futuroscope    | + 8' 27"   |
| 10. | Pauliena Rooijakkers  | Holandia | Canyon-SRAM Racing      | + 10' 10"  |

| \| Klasyfikacja generalna \| Klasyfikacja generalna \| Klasyfikacja generalna \| Klasyfikacja generalna \| Klasyfikacja generalna \| \| Kolarka \| Kolarka \| Państwo \| Drużyna \| Czas \| \| ---------------------- \| ------------------------- \| ---------------------- \| ----------------------- \| ---------------------- \| \| 1. \| Annemiek van Vleuten \| Holandia \| Movistar Team \| 23h 18' 31" \| \| 2. \| Demi Vollering \| Holandia \| SD Worx \| + 3' 14" \| \| 3. \| Katarzyna Niewiadoma \| Polska \| Canyon-SRAM Racing \| + 4' 33" \| \| 4. \| Juliette Labous \| Francja \| Team DSM \| + 5' 22" \| \| 5. \| Cecilie Uttrup Ludwig \| Dania \| FDJ-Suez-Futuroscope \| + 5' 59" \| \| 6. \| Silvia Persico \| Włochy \| Valcar-Travel & Service \| + 6' 11" \| \| 7. \| Elisa Longo Borghini \| Włochy \| Trek-Segafredo \| + 6' 15" \| \| 8. \| Évita Muzic \| Francja \| FDJ-Suez-Futuroscope \| + 10' 13" \| \| 9. \| Margarita Victoria García \| Hiszpania \| UAE Team ADQ \| + 12' 06" \| \| 10. \| Elise Chabbey \| Szwajcaria \| Canyon-SRAM Racing \| + 12' 24" \| |                           |            |                         |             |
| |                           |            |                         |             |
| Źródło: ProCyclingStats |                           |            |                         |             |
| Klasyfikacja generalna |                           |            |                         |             |
| Kolarka | Kolarka                   | Państwo    | Drużyna                 | Czas        |
| 1. | Annemiek van Vleuten      | Holandia   | Movistar Team           | 23h 18' 31" |
| 2. | Demi Vollering            | Holandia   | SD Worx                 | + 3' 14"    |
| 3. | Katarzyna Niewiadoma      | Polska     | Canyon-SRAM Racing      | + 4' 33"    |
| 4. | Juliette Labous           | Francja    | Team DSM                | + 5' 22"    |
| 5. | Cecilie Uttrup Ludwig     | Dania      | FDJ-Suez-Futuroscope    | + 5' 59"    |
| 6. | Silvia Persico            | Włochy     | Valcar-Travel & Service | + 6' 11"    |
| 7. | Elisa Longo Borghini      | Włochy     | Trek-Segafredo          | + 6' 15"    |
| 8. | Évita Muzic               | Francja    | FDJ-Suez-Futuroscope    | + 10' 13"   |
| 9. | Margarita Victoria García | Hiszpania  | UAE Team ADQ            | + 12' 06"   |
| 10. | Elise Chabbey             | Szwajcaria | Canyon-SRAM Racing      | + 12' 24"   |

### Etap 8
| Lure - Planche des Belles Filles | górski | (123,3 km) |

| \| Klasyfikacja etapu \| Klasyfikacja etapu \| Klasyfikacja etapu \| Klasyfikacja etapu \| Klasyfikacja etapu \| \| Kolarka \| Kolarka \| Państwo \| Drużyna \| Czas \| \| ------------------ \| ------------------------- \| ------------------ \| ----------------------- \| ------------------ \| \| 1. \| Annemiek van Vleuten \| Holandia \| Movistar Team \| 3h 37' 23" \| \| 2. \| Demi Vollering \| Holandia \| SD Worx \| + 30" \| \| 3. \| Silvia Persico \| Włochy \| Valcar-Travel & Service \| + 1' 43" \| \| 4. \| Katarzyna Niewiadoma \| Polska \| Canyon-SRAM Racing \| + 1' 52" \| \| 5. \| Juliette Labous \| Francja \| Team DSM \| + 1' 56" \| \| 6. \| Elisa Longo Borghini \| Włochy \| Trek-Segafredo \| + 2' 01" \| \| 7. \| Veronica Ewers \| Stany Zjednoczone \| EF Education-TIBCO-SVB \| + 2' 13" \| \| 8. \| Cecilie Uttrup Ludwig \| Dania \| FDJ-Suez-Futuroscope \| + 2' 50" \| \| 9. \| Margarita Victoria García \| Hiszpania \| UAE Team ADQ \| + 2' 59" \| \| 10. \| Liane Lippert \| Niemcy \| Team DSM \| + 3' 01" \| |                           |                   |                         |            |
| |                           |                   |                         |            |
| Źródło: ProCyclingStats |                           |                   |                         |            |
| Klasyfikacja etapu |                           |                   |                         |            |
| Kolarka | Kolarka                   | Państwo           | Drużyna                 | Czas       |
| 1. | Annemiek van Vleuten      | Holandia          | Movistar Team           | 3h 37' 23" |
| 2. | Demi Vollering            | Holandia          | SD Worx                 | + 30"      |
| 3. | Silvia Persico            | Włochy            | Valcar-Travel & Service | + 1' 43"   |
| 4. | Katarzyna Niewiadoma      | Polska            | Canyon-SRAM Racing      | + 1' 52"   |
| 5. | Juliette Labous           | Francja           | Team DSM                | + 1' 56"   |
| 6. | Elisa Longo Borghini      | Włochy            | Trek-Segafredo          | + 2' 01"   |
| 7. | Veronica Ewers            | Stany Zjednoczone | EF Education-TIBCO-SVB  | + 2' 13"   |
| 8. | Cecilie Uttrup Ludwig     | Dania             | FDJ-Suez-Futuroscope    | + 2' 50"   |
| 9. | Margarita Victoria García | Hiszpania         | UAE Team ADQ            | + 2' 59"   |
| 10. | Liane Lippert             | Niemcy            | Team DSM                | + 3' 01"   |

## Klasyfikacje

### Klasyfikacja generalna
| \| Klasyfikacja generalna \| Klasyfikacja generalna \| Klasyfikacja generalna \| Klasyfikacja generalna \| Klasyfikacja generalna \| \| Kolarka \| Kolarka \| Państwo \| Drużyna \| Czas \| \| ---------------------- \| ------------------------- \| ---------------------- \| ----------------------------- \| ---------------------- \| \| 1. \| Annemiek van Vleuten \| Holandia \| Movistar Team \| 26h 55' 44" \| \| 2. \| Demi Vollering \| Holandia \| SD Worx \| + 3' 48" \| \| 3. \| Katarzyna Niewiadoma \| Polska \| Canyon-SRAM Racing \| + 6' 35" \| \| 4. \| Juliette Labous \| Francja \| Team DSM \| + 7' 28" \| \| 5. \| Silvia Persico \| Włochy \| Valcar-Travel & Service \| + 8' 00" \| \| 6. \| Elisa Longo Borghini \| Włochy \| Trek-Segafredo \| + 8' 26" \| \| 7. \| Cecilie Uttrup Ludwig \| Dania \| FDJ-Suez-Futuroscope \| + 8' 59" \| \| 8. \| Évita Muzic \| Francja \| FDJ-Suez-Futuroscope \| + 13' 54" \| \| 9. \| Veronica Ewers \| Stany Zjednoczone \| EF Education-TIBCO-SVB \| + 15' 05" \| \| 10. \| Margarita Victoria García \| Hiszpania \| UAE Team ADQ \| + 15' 15" \| \| 11. \| Elise Chabbey \| Szwajcaria \| Canyon-SRAM Racing \| + 16' 44" \| \| 12. \| Riejanne Markus \| Holandia \| Team Jumbo-Visma \| + 18' 27" \| \| 13. \| Yara Kastelijn \| Holandia \| Plantur-Pura \| + 19' 53" \| \| 14. \| Shirin van Anrooij \| Holandia \| Trek-Segafredo \| + 25' 50" \| \| 15. \| Tamara Dronowa \| brak \| Roland Cogeas-Edelweiss Squad \| + 28' 51" \| \| 16. \| Liane Lippert \| Niemcy \| Team DSM \| + 29' 49" \| \| 17. \| Mie Bjørndal Ottestad \| Norwegia \| Uno-X Pro Cycling Team \| + 29' 50" \| \| 18. \| Erica Magnaldi \| Włochy \| UAE Team ADQ \| + 30' 15" \| \| 19. \| Alena Amialusik \| brak \| Canyon-SRAM Racing \| + 30' 51" \| \| 20. \| Grace Brown \| Australia \| FDJ-Suez-Futuroscope \| + 31' 01" \| \| 21. \| Mischa Bredewold \| Holandia \| Parkhotel Valkenburg \| + 31' 31" \| \| 22. \| Pauliena Rooijakkers \| Holandia \| Canyon-SRAM Racing \| + 35' 08" \| \| 23. \| Paula Patiño \| Kolumbia \| Movistar Team \| + 35' 19" \| \| 24. \| Coralie Demay \| Francja \| St Michel-Auber 93 \| + 35' 31" \| \| 25. \| Nina Buysman \| Holandia \| Human Powered Health \| + 36' 00" \| |                           |                   |                               |             |
| |                           |                   |                               |             |
| Źródło: ProCyclingStats |                           |                   |                               |             |
| Klasyfikacja generalna |                           |                   |                               |             |
| Kolarka | Kolarka                   | Państwo           | Drużyna                       | Czas        |
| 1. | Annemiek van Vleuten      | Holandia          | Movistar Team                 | 26h 55' 44" |
| 2. | Demi Vollering            | Holandia          | SD Worx                       | + 3' 48"    |
| 3. | Katarzyna Niewiadoma      | Polska            | Canyon-SRAM Racing            | + 6' 35"    |
| 4. | Juliette Labous           | Francja           | Team DSM                      | + 7' 28"    |
| 5. | Silvia Persico            | Włochy            | Valcar-Travel & Service       | + 8' 00"    |
| 6. | Elisa Longo Borghini      | Włochy            | Trek-Segafredo                | + 8' 26"    |
| 7. | Cecilie Uttrup Ludwig     | Dania             | FDJ-Suez-Futuroscope          | + 8' 59"    |
| 8. | Évita Muzic               | Francja           | FDJ-Suez-Futuroscope          | + 13' 54"   |
| 9. | Veronica Ewers            | Stany Zjednoczone | EF Education-TIBCO-SVB        | + 15' 05"   |
| 10. | Margarita Victoria García | Hiszpania         | UAE Team ADQ                  | + 15' 15"   |
| 11. | Elise Chabbey             | Szwajcaria        | Canyon-SRAM Racing            | + 16' 44"   |
| 12. | Riejanne Markus           | Holandia          | Team Jumbo-Visma              | + 18' 27"   |
| 13. | Yara Kastelijn            | Holandia          | Plantur-Pura                  | + 19' 53"   |
| 14. | Shirin van Anrooij        | Holandia          | Trek-Segafredo                | + 25' 50"   |
| 15. | Tamara Dronowa            | brak              | Roland Cogeas-Edelweiss Squad | + 28' 51"   |
| 16. | Liane Lippert             | Niemcy            | Team DSM                      | + 29' 49"   |
| 17. | Mie Bjørndal Ottestad     | Norwegia          | Uno-X Pro Cycling Team        | + 29' 50"   |
| 18. | Erica Magnaldi            | Włochy            | UAE Team ADQ                  | + 30' 15"   |
| 19. | Alena Amialusik           | brak              | Canyon-SRAM Racing            | + 30' 51"   |
| 20. | Grace Brown               | Australia         | FDJ-Suez-Futuroscope          | + 31' 01"   |
| 21. | Mischa Bredewold          | Holandia          | Parkhotel Valkenburg          | + 31' 31"   |
| 22. | Pauliena Rooijakkers      | Holandia          | Canyon-SRAM Racing            | + 35' 08"   |
| 23. | Paula Patiño              | Kolumbia          | Movistar Team                 | + 35' 19"   |
| 24. | Coralie Demay             | Francja           | St Michel-Auber 93            | + 35' 31"   |
| 25. | Nina Buysman              | Holandia          | Human Powered Health          | + 36' 00"   |

| Klasyfikacja punktowa | Klasyfikacja punktowa     | Klasyfikacja punktowa | Klasyfikacja punktowa     | Klasyfikacja punktowa |
| Kolarka               | Kolarka                   | Państwo               | Drużyna                   | Punkty                |
| --------------------- | ------------------------- | --------------------- | ------------------------- | --------------------- |
| 1.                    | Marianne Vos              | Holandia              | Team Jumbo-Visma          | 272 pkt               |
| 2.                    | Lotte Kopecky             | Belgia                | SD Worx                   | 174 pkt               |
| 3.                    | Maria Giulia Confalonieri | Włochy                | Ceratizit-WNT Pro Cycling | 127 pkt               |
| 4.                    | Silvia Persico            | Włochy                | Valcar-Travel & Service   | 106 pkt               |
| 5.                    | Demi Vollering            | Holandia              | SD Worx                   | 104 pkt               |
| 6.                    | Elisa Longo Borghini      | Włochy                | Trek-Segafredo            | 104 pkt               |
| 7.                    | Katarzyna Niewiadoma      | Polska                | Canyon-SRAM Racing        | 97 pkt                |
| 8.                    | Elisa Balsamo             | Włochy                | Trek-Segafredo            | 85 pkt                |
| 9.                    | Cecilie Uttrup Ludwig     | Dania                 | FDJ-Suez-Futuroscope      | 77 pkt                |
| 10.                   | Maike van der Duin        | Holandia              | Le Col-Wahoo              | 76 pkt                |

| Klasyfikacja punktowa | Klasyfikacja punktowa     | Klasyfikacja punktowa | Klasyfikacja punktowa     | Klasyfikacja punktowa |
| Kolarka               | Kolarka                   | Państwo               | Drużyna                   | Punkty                |
| --------------------- | ------------------------- | --------------------- | ------------------------- | --------------------- |
| 1.                    | Marianne Vos              | Holandia              | Team Jumbo-Visma          | 272 pkt               |
| 2.                    | Lotte Kopecky             | Belgia                | SD Worx                   | 174 pkt               |
| 3.                    | Maria Giulia Confalonieri | Włochy                | Ceratizit-WNT Pro Cycling | 127 pkt               |
| 4.                    | Silvia Persico            | Włochy                | Valcar-Travel & Service   | 106 pkt               |
| 5.                    | Demi Vollering            | Holandia              | SD Worx                   | 104 pkt               |
| 6.                    | Elisa Longo Borghini      | Włochy                | Trek-Segafredo            | 104 pkt               |
| 7.                    | Katarzyna Niewiadoma      | Polska                | Canyon-SRAM Racing        | 97 pkt                |
| 8.                    | Elisa Balsamo             | Włochy                | Trek-Segafredo            | 85 pkt                |
| 9.                    | Cecilie Uttrup Ludwig     | Dania                 | FDJ-Suez-Futuroscope      | 77 pkt                |
| 10.                   | Maike van der Duin        | Holandia              | Le Col-Wahoo              | 76 pkt                |

| Klasyfikacja górska | Klasyfikacja górska       | Klasyfikacja górska | Klasyfikacja górska     | Klasyfikacja górska |
| Kolarka             | Kolarka                   | Państwo             | Drużyna                 | Punkty              |
| ------------------- | ------------------------- | ------------------- | ----------------------- | ------------------- |
| 1.                  | Demi Vollering            | Holandia            | SD Worx                 | 42 pkt              |
| 2.                  | Annemiek van Vleuten      | Holandia            | Movistar Team           | 38 pkt              |
| 3.                  | Katarzyna Niewiadoma      | Polska              | Canyon-SRAM Racing      | 15 pkt              |
| 4.                  | Elisa Longo Borghini      | Włochy              | Trek-Segafredo          | 14 pkt              |
| 5.                  | Margarita Victoria García | Hiszpania           | UAE Team ADQ            | 11 pkt              |
| 6.                  | Pauliena Rooijakkers      | Holandia            | Canyon-SRAM Racing      | 11 pkt              |
| 7.                  | Grace Brown               | Australia           | FDJ-Suez-Futuroscope    | 10 pkt              |
| 8.                  | Femke Gerritse            | Holandia            | Parkhotel Valkenburg    | 9 pkt               |
| 9.                  | Silvia Persico            | Włochy              | Valcar-Travel & Service | 8 pkt               |
| 10.                 | Juliette Labous           | Francja             | Team DSM                | 6 pkt               |

| Klasyfikacja górska | Klasyfikacja górska       | Klasyfikacja górska | Klasyfikacja górska     | Klasyfikacja górska |
| Kolarka             | Kolarka                   | Państwo             | Drużyna                 | Punkty              |
| ------------------- | ------------------------- | ------------------- | ----------------------- | ------------------- |
| 1.                  | Demi Vollering            | Holandia            | SD Worx                 | 42 pkt              |
| 2.                  | Annemiek van Vleuten      | Holandia            | Movistar Team           | 38 pkt              |
| 3.                  | Katarzyna Niewiadoma      | Polska              | Canyon-SRAM Racing      | 15 pkt              |
| 4.                  | Elisa Longo Borghini      | Włochy              | Trek-Segafredo          | 14 pkt              |
| 5.                  | Margarita Victoria García | Hiszpania           | UAE Team ADQ            | 11 pkt              |
| 6.                  | Pauliena Rooijakkers      | Holandia            | Canyon-SRAM Racing      | 11 pkt              |
| 7.                  | Grace Brown               | Australia           | FDJ-Suez-Futuroscope    | 10 pkt              |
| 8.                  | Femke Gerritse            | Holandia            | Parkhotel Valkenburg    | 9 pkt               |
| 9.                  | Silvia Persico            | Włochy              | Valcar-Travel & Service | 8 pkt               |
| 10.                 | Juliette Labous           | Francja             | Team DSM                | 6 pkt               |

| Klasyfikacja młodzieżowa | Klasyfikacja młodzieżowa | Klasyfikacja młodzieżowa | Klasyfikacja młodzieżowa | Klasyfikacja młodzieżowa |
| Kolarka                  | Kolarka                  | Państwo                  | Drużyna                  | Czas                     |
| ------------------------ | ------------------------ | ------------------------ | ------------------------ | ------------------------ |
| 1.                       | Shirin van Anrooij       | Holandia                 | Trek-Segafredo           | 27h 21' 34"              |
| 2.                       | Mischa Bredewold         | Holandia                 | Parkhotel Valkenburg     | + 5' 41"                 |
| 3.                       | Julia Borgström          | Szwecja                  | AG Insurance NXTG        | + 16' 43"                |
| 4.                       | Vittoria Guazzini        | Włochy                   | FDJ-Suez-Futuroscope     | + 23' 48"                |
| 5.                       | Marie Le Net             | Francja                  | FDJ-Suez-Futuroscope     | + 27' 35"                |
| 6.                       | Julie de Wilde           | Belgia                   | Plantur-Pura             | + 28' 14"                |
| 7.                       | Pfeiffer Georgi          | Wielka Brytania          | Team DSM                 | + 31' 54"                |
| 8.                       | Henrietta Christie       | Nowa Zelandia            | Human Powered Health     | + 35' 14"                |
| 9.                       | Magdeleine Vallieres     | Kanada                   | EF Education-TIBCO-SVB   | + 38' 29"                |
| 10.                      | Victoire Berteau         | Francja                  | Cofidis                  | + 38' 54"                |

| Klasyfikacja młodzieżowa | Klasyfikacja młodzieżowa | Klasyfikacja młodzieżowa | Klasyfikacja młodzieżowa | Klasyfikacja młodzieżowa |
| Kolarka                  | Kolarka                  | Państwo                  | Drużyna                  | Czas                     |
| ------------------------ | ------------------------ | ------------------------ | ------------------------ | ------------------------ |
| 1.                       | Shirin van Anrooij       | Holandia                 | Trek-Segafredo           | 27h 21' 34"              |
| 2.                       | Mischa Bredewold         | Holandia                 | Parkhotel Valkenburg     | + 5' 41"                 |
| 3.                       | Julia Borgström          | Szwecja                  | AG Insurance NXTG        | + 16' 43"                |
| 4.                       | Vittoria Guazzini        | Włochy                   | FDJ-Suez-Futuroscope     | + 23' 48"                |
| 5.                       | Marie Le Net             | Francja                  | FDJ-Suez-Futuroscope     | + 27' 35"                |
| 6.                       | Julie de Wilde           | Belgia                   | Plantur-Pura             | + 28' 14"                |
| 7.                       | Pfeiffer Georgi          | Wielka Brytania          | Team DSM                 | + 31' 54"                |
| 8.                       | Henrietta Christie       | Nowa Zelandia            | Human Powered Health     | + 35' 14"                |
| 9.                       | Magdeleine Vallieres     | Kanada                   | EF Education-TIBCO-SVB   | + 38' 29"                |
| 10.                      | Victoire Berteau         | Francja                  | Cofidis                  | + 38' 54"                |

| Klasyfikacja drużynowa | Klasyfikacja drużynowa  | Klasyfikacja drużynowa       | Klasyfikacja drużynowa |
| Drużyna                | Drużyna                 | Państwo                      | Czas                   |
| ---------------------- | ----------------------- | ---------------------------- | ---------------------- |
| 1.                     | Canyon-SRAM Racing      | Niemcy                       | 81h 27' 09"            |
| 2.                     | FDJ-Suez                | Francja                      | + 14' 19"              |
| 3.                     | Trek-Segafredo          | Stany Zjednoczone            | + 24' 34"              |
| 4.                     | SD Worx                 | Holandia                     | + 32' 09"              |
| 5.                     | Movistar Team           | Hiszpania                    | + 33' 24"              |
| 6.                     | Team BikeExchange-Jayco | Australia                    | + 52' 32"              |
| 7.                     | Team DSM                | Niemcy                       | + 54' 59"              |
| 8.                     | Team Jumbo-Visma        | Holandia                     | + 58' 00"              |
| 9.                     | UAE Team ADQ            | Zjednoczone Emiraty Arabskie | + 1h 00' 59"           |
| 10.                    | EF Education-TIBCO-SVB  | Stany Zjednoczone            | + 1h 15' 37"           |

| Klasyfikacja drużynowa | Klasyfikacja drużynowa  | Klasyfikacja drużynowa       | Klasyfikacja drużynowa |
| Drużyna                | Drużyna                 | Państwo                      | Czas                   |
| ---------------------- | ----------------------- | ---------------------------- | ---------------------- |
| 1.                     | Canyon-SRAM Racing      | Niemcy                       | 81h 27' 09"            |
| 2.                     | FDJ-Suez                | Francja                      | + 14' 19"              |
| 3.                     | Trek-Segafredo          | Stany Zjednoczone            | + 24' 34"              |
| 4.                     | SD Worx                 | Holandia                     | + 32' 09"              |
| 5.                     | Movistar Team           | Hiszpania                    | + 33' 24"              |
| 6.                     | Team BikeExchange-Jayco | Australia                    | + 52' 32"              |
| 7.                     | Team DSM                | Niemcy                       | + 54' 59"              |
| 8.                     | Team Jumbo-Visma        | Holandia                     | + 58' 00"              |
| 9.                     | UAE Team ADQ            | Zjednoczone Emiraty Arabskie | + 1h 00' 59"           |
| 10.                    | EF Education-TIBCO-SVB  | Stany Zjednoczone            | + 1h 15' 37"           |

### Liderzy klasyfikacji
| Etap   |             | Pierwsze miejsce _    | Klasyfikacja generalna | Punktowa      | Górska         | Młodzieżowa        | Najaktywniejszych         | Drużynowa          |
| ------ | ----------- | --------------------- | ---------------------- | ------------- | -------------- | ------------------ | ------------------------- | ------------------ |
| 1      | płaski      | Lorena Wiebes         | Lorena Wiebes          | Lorena Wiebes | Femke Markus   | Maike van der Duin | Gladys Verhulst           | Canyon-SRAM Racing |
| 2      | płaski      | Marianne Vos          | Marianne Vos           | Marianne Vos  | Femke Markus   | Maike van der Duin | Maike van der Duin        | Canyon-SRAM Racing |
| 3      | pagórkowaty | Cecilie Uttrup Ludwig | Marianne Vos           | Marianne Vos  | Femke Gerritse | Julie de Wilde     | Alena Amialusik           | Canyon-SRAM Racing |
| 4      | pagórkowaty | Marlen Reusser        | Marianne Vos           | Marianne Vos  | Femke Gerritse | Julie de Wilde     | Marlen Reusser            | SD Worx            |
| 5      | płaski      | Lorena Wiebes         | Marianne Vos           | Marianne Vos  | Femke Gerritse | Julie de Wilde     | Victoire Berteau          | SD Worx            |
| 6      | pagórkowaty | Marianne Vos          | Marianne Vos           | Marianne Vos  | Femke Gerritse | Julia Borgström    | Marie Le Net              | SD Worx            |
| 7      | górski      | Annemiek van Vleuten  | Annemiek van Vleuten   | Marianne Vos  | Demi Vollering | Shirin van Anrooij | Annemiek van Vleuten      | Canyon-SRAM Racing |
| 8      | górski      | Annemiek van Vleuten  | Annemiek van Vleuten   | Marianne Vos  | Demi Vollering | Shirin van Anrooij | Margarita Victoria García | Canyon-SRAM Racing |
| Koniec | Koniec      |                       | Annemiek van Vleuten   | Marianne Vos  | Demi Vollering | Shirin van Anrooij | Marianne Vos              | Canyon-SRAM Racing |